# Hacıhasan, Ilgaz
Hacıhasan là một xã thuộc huyện Ilgaz, tỉnh Çankırı, Thổ Nhĩ Kỳ. Dân số thời điểm năm 2010 là 200 người.